# Stor-Slåttjärnen (Lockne socken, Jämtland)
Stor-Slåttjärnen är en sjö i Östersunds kommun i Jämtland och ingår i Ljungans huvudavrinningsområde.